# Glochidion glabrum
Glochidion glabrum là một loài thực vật có hoa trong họ Diệp hạ châu. Loài này được J.J.Sm. mô tả khoa học đầu tiên năm 1910.